# Hội chứng đỏ mặt khi uống rượu bia
Hội chứng đỏ mặt khi uống rượu bia là tình trạng một người xuất hiện mảng đỏ bừng hoặc vết kết hợp với ban đỏ trên mặt, cổ, vai, và trong một số trường hợp là toàn bộ cơ thể sau khi tiêu thụ một lượng đồ uống có cồn. Phản ứng này là kết quả của sự tích lũy acetaldehyde, một sản phẩm phụ trao đổi chất trong quá trình chuyển hóa catabolic của rượu, gây ra bởi sự thiếu hụt dehydrogenase acetaldehyde.
Hội chứng này có mối liên kết đến tăng nguy cơ ung thư thực quản ở những người uống rượu. Nó có liên quan đến tỷ lệ nghiện rượu thấp hơn mức trung bình, và cũng có khả năng do các tác dụng phụ sau uống rượu.
Khoảng 36% người Đông Á (Trung Quốc, Nhật Bản và Hàn Quốc) biểu hiện phản ứng sinh lý đặc trưng khi uống rượu gồm mặt đỏ bừng, buồn nôn, nhức đầu và nhịp tim nhanh.

## Dấu hiệu và triệu chứng

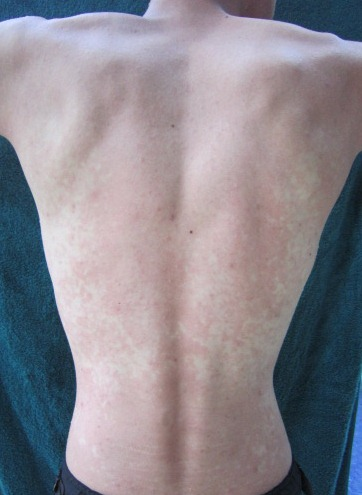
Sau lưng của một người Đông Á cho thấy phản ứng đỏ sau khi uống rượu bia.

Các cá nhân trải qua hội chứng này có thể ít bị nghiện rượu bia hơn. Disulfiram, một loại thuốc thường được dùng để điều trị chứng nghiện rượu, hoạt động bằng cách ức chế acetaldehyde dehydrogenase, làm tăng nồng độ acetaldehyde trong cơ thể lên gấp 5 đến 10 lần. Phản ứng đỏ bừng gây kích ứng có xu hướng ngăn cản cá nhân bị ảnh hưởng uống rượu bia.
Để đo mức độ phản ứng đỏ mặt với rượu bia, phương pháp chính xác nhất là xác định nồng độ acetaldehyde trong máu. Được đo thông qua bài kiểm tra hơi thở hoặc xét nghiệm máu. Ngoài ra, đo lượng chất chuyển hóa rượu cồn dehydrogenases và aldehyde dehydrogenase thông qua xét nghiệm di truyền có thể dự đoán trước số phản ứng có thể xảy ra. Nhiều phép đo thô có thể thực hiện bằng cách đo mức độ đỏ trên khuôn mặt của cá nhân sau khi uống rượu. Các ứng dụng máy tính và điện thoại có thể được dùng để chuẩn hóa phép đo này.
Các phản ứng phụ khác bao gồm "buồn nôn, đau đầu và khó chịu thể chất nói chung".
Nhiều trường hợp xảy ra phản ứng thuộc về hô hấp do rượu gây ra, bao gồm viêm mũi và làm trầm trọng thêm hen suyễn, xuất hiện trong vòng 1-60 phút uống rượu và có nguyên nhân tương tự như phản ứng đỏ mặt.

## Nguyên nhân
Khoảng 80% người Đông Á (ít phổ biến ở Đông Nam Á và Tiểu lục địa Ấn Độ) có một biến thể gen mã hóa enzyme alcohol dehydrogenase gọi là ADH1B, trong khi hầu hết người Trung Quốc, Nhật Bản và Hàn Quốc có một biến thể gen khác là ADH1C, cả hai cùng tạo nên một enzyme alcohol dehydrogenase chuyển hóa rượu thành acetaldehyde độc hại với hiệu lực cao hơn nhiều so với các biến thể gen khác (40 đến 100 lần trong trường hợp ADH1B).
Trong khoảng 50% người Đông Á, sự tích tụ acetaldehyde trở nên tồi tệ hơn bởi một biến thể gen khác, alen ALDH2 ty thể, tạo nên một enzyme dehydrogenase acetaldehyde kém chức năng hơn, chịu trách nhiệm cho sự phân hủy của acetaldehyde. Kết quả là cơ thể những người bị ảnh hưởng có thể chuyển hóa rượu tốt hơn, thường không cảm thấy hiện tượng rượu "buzz" (alcohol buzz) ở mức độ tương tự như những người khác, nhưng cho thấy nhiều tác dụng phụ dựa vào acetaldehyde nhiều hơn trong khi uống rượu.

## Điều trị
Bởi vì hội chứng này là một đột biến di truyền, hiện không có cách chữa trị nào cho phản ứng đỏ mặt. Phòng ngừa chính là không nên uống rượu bia.